# Segunda estela de Lombera

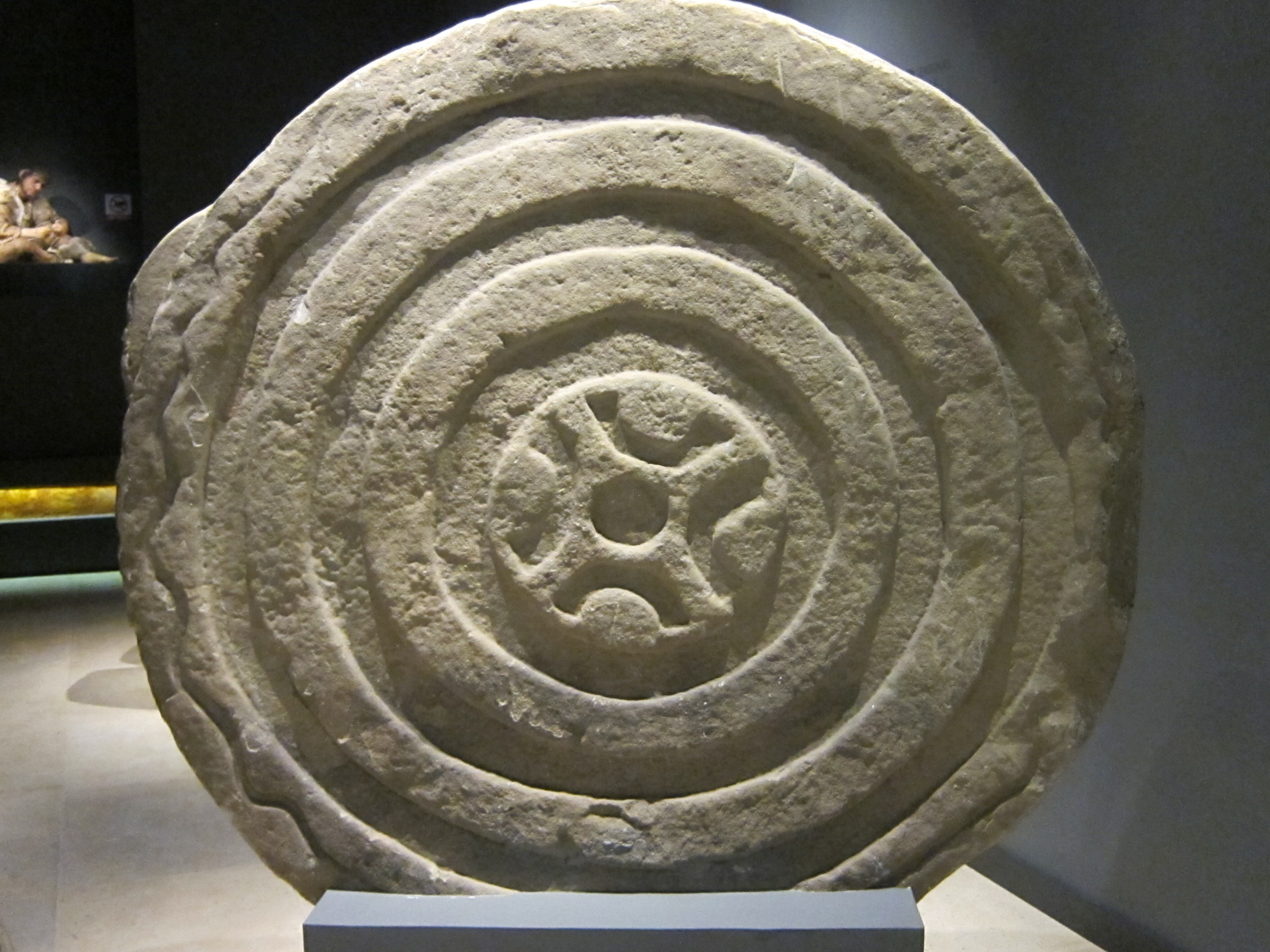
Anverso de la segunda estela de Lombera.

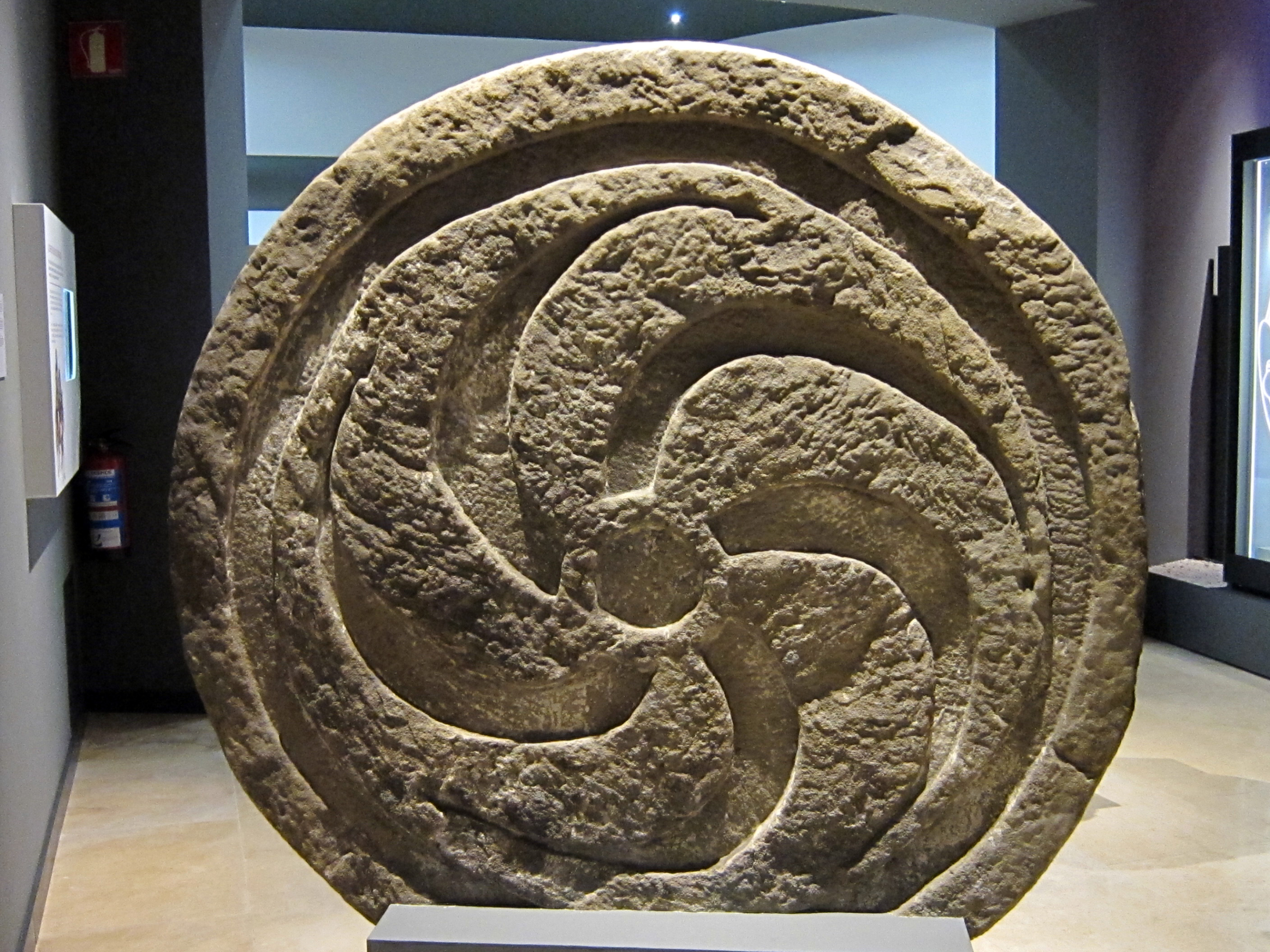
Reverso de la segunda estela de Lombera.

La segunda estela de Lombera es una estela cántabra gigante discoidea, de 1,70 metros de diámetro y 0,27 de espesor, hallada en 1937 
el barrio de Lombera  (Los Corrales de Buelna, Cantabria). Es una de las tres encontradas embebidas en la ermita de San Cipriano. Actualmente es propiedad del Museo Regional de Prehistoria y Arqueología de Cantabria.
Presenta por un lado una esvástica de cinco brazos en relieve, girando en torno a una circunferencia con el círculo no destacado. Los marcos también están destacados en relieve. Por el otro lado, entre tres círculos concéntricos, el más exterior de los cuales está decorado por un motivo triangular, hay un relieve en el que las ausencias representan un anillo y cuatro cuartos crecientes lunares. Estos motivos, si bien se creía que estaba relacionados con el sol, se asocian ahora al culto lunar debido a su forma serpentiforme, a los cuartos lunares y a la escasez de círculos concéntricos.